# Opel 9 PS
 (juillet 2024).
L'Opel 9 PS est une voiture de la catégorie automobile compacte construite par Adam Opel KG de 1902 à 1903 pour succéder à l'Opel Patentmotorwagen Système Lutzmann.

## Historique et technologie
La 9 PS fut la première Opel construite par le constructeur automobile de Rüsselsheim selon le système Darracq. Contrairement à sa prédécesseur, dont le moteur était installé horizontalement à l'arrière, la 9 PS disposait d'un moteur monté à l'avant avec une cylindrée plus petite mais une puissance plus grande.
Le moteur était un moteur monocylindre d'une cylindrée de 1 281 cm³ (alésage × course = 112 mm × 130 mm), qui produisait 9 ch (6,6 kW) à 1 400 tr/min. Le moteur à commande alternative était refroidi par eau. La puissance du moteur était transmise à l'essieu arrière via un embrayage à cône en cuir, une boîte de vitesses manuelle à trois vitesses avec levier sur la colonne de direction et un arbre à cardan. La vitesse maximale de la voiture était de 45 km/h et la consommation moyenne de carburant était de 12 l/100 km.
Le cadre était constitué de profilés en U en tôle d'acier et il était renforcé de bois. Comme sur sa prédécesseur, les deux essieux rigides étaient suspendus à des ressorts à lames longitudinaux semi-elliptiques. Le frein était un frein à bande qui agissait sur les roues arrière.
Il y avait trois styles de carrosserie, un phaéton à deux places, un tonneau à quatre places et un coupé à deux places. La variante la moins chère (le phaéton) coûtait 5900 Reichsmark.
Fin 1903, la construction de la 9 PS est arrêtée. Son successeur a été le modèle 8/9 PS.